# بييت إنغلس
بييت إنغلس (بالهولندية: Piet Engels)‏ هو سياسي هولندي، ولد في 25 سبتمبر 1923 في هولندا، وتوفي في 13 أبريل 1994 في هولندا. حزبياً، نشط في الحزب الكاثوليكي الشعبي. وقد انتخب عضو مجلس نواب هولندا ‏ (5 يونيو 1963 – 6 يوليو 1971).